# Industriegemeinschaft Aerosole

Vereinslogo

Die Industrie-Gemeinschaft Aerosole e.V. (IGA), bis 1981 Interessen-Gemeinschaft Aerosole, vertritt die gemeinsamen Interessen der in Verbindung mit Aerosolen (=Spraydosen; Sprühdosen) stehenden Kreise in Deutschland. Dies sind neben den Abfüllern und Vermarktern von Aerosolen die Hersteller der meist aus Weißblech, Aluminium oder Kunststoff gefertigten Dosen und der Ventile, sowie die Lieferanten der in Aerosolen enthaltenen Inhaltsstoffe. Im März 2024 gehörten dem Verband, der im Jahr 1958 gegründet wurde, 57 Mitgliedsfirmen an. Sitz des Verbandes ist Frankfurt am Main. Die Gemeinschaft ist Mitglied im europäischen Dachverband European Aerosol Federation (FEA).

## Tätigkeitsbereiche
Die IGA stellt ihren Mitgliedsunternehmen Aerosol-relevante Informationen über gültige Standards, gesetzliche Neuerungen und entsprechende Leitfäden zu Kennzeichnung, Transport und Lagerung zur Verfügung. Durch die hohen Standards in der Herstellungspraxis sowie in allen Sicherheits- und Umweltfragen wird so die nachhaltige Entwicklung der Aerosolindustrie gefördert. Zudem gibt die IGA praktische Hilfestellungen bei der Entwicklung und Produktion innovativer Produkte und fördert das allgemeine Verständnis für die Funktionsweise und die einzigartigen Anwendungsvorteile von Aerosolprodukten.
Der Verband beteiligt sich aktiv an der Arbeit des Europäischen Aerosolverbands FEA (Sitz in Brüssel) und kann somit seine Mitgliedsfirmen frühzeitig über neu zu beachtende Vorschriften und Gesetzesinitiativen informieren.
Im Rahmen einer Produktionsstatistik, die jährlich von der IGA erstellt wird, informiert der Verband über die in verschiedenen Produktkategorien in Deutschland abgefüllten Aerosolpackungen.
Für Unterrichtszwecke, in denen das Verständnis für die Funktionsweise von Spraydosen gefördert werden soll, bietet der Verband Lehrern für den Chemie-, Physik- oder Sachkunde-Unterricht der Klassen 4 bis 8 ein Unterrichtsset zum Thema Aerosole mit dem Titel „Psss … die Spraydose erzählt“ an, das kostenlos über den Landesfilmdienst bezogen werden kann. Das gleichnamige Video kann zudem in der Mediathek der Website der Landesfilmdienste hochgeladen werden.

## Rolle bei der FCKW-Regulierung
Die Interessengemeinschaft Aerosole spielte auf Seiten der Industrie eine wichtige Rolle bei der Regulierung der FCKW zum Schutz der Ozonschicht. FCKW dienten bis in die 1990er-Jahre als Treibgase in Sprühdosen. Nachdem die Physikochemiker Mario J. Molina und Frank Sherwood Rowland 1974 gewarnt hatten, dass die Freisetzung von FCKW in die Atmosphäre die Ozonschicht schädigen könnte, erklärten die Interessengemeinschaft und andere Vertreter der chemischen Industrie gegenüber der Bundesregierung im Dezember 1976 eine freiwillige Selbstverpflichtung: Die Verwendung von FCKW in Aerosolprodukten sollte bis 1979 gegenüber 1975 um 30 % verringert werden. Diese Selbstverpflichtung gilt als unambitioniert, weil die Produktion 1975 außergewöhnlich hoch gewesen war und somit die reale Verringerung gegenüber 1976 deutlich geringer ausfiel. Damit gelang es der Industrie jedoch, eine gesetzliche Regulierung zu verhindern. Der Verband beeinflusste auch die ablehnende Position der Bundesregierung gegenüber damaligen Vorschlägen der USA, die Verwendung von FCKW zu beschränken.
Ab Mitte der 1980er-Jahre änderte sich die Position der IGA: Im Jahr 1984 wurde erstmals das Ozonloch über der Antarktis nachgewiesen. Auf den gewachsenen Druck einer umweltbewussten Öffentlichkeit und damit einhergehend auch der Bundesregierung hin sagte im August 1987 der Verband dem damaligen Umweltminister Klaus Töpfer eine Reduzierung des FCKW-Einsatzes bis 1990 um 90 % gegenüber 1976 zu. Die IGA distanzierte sich zunehmend von den FCKW-Herstellern und hob in der Öffentlichkeit Verdienste der Aerosolindustrue um den Umweltschutz hervor. Sie trug damit dazu bei, dass auch der europäische Dachverband seinen Widerstand gegen Restriktionen auf europäischer Ebene aufgab. Damit gelang es der Aerosolindustrie, die Verkaufszahlen von Spraydosen zu stabilisieren. Verbände in anderen europäischen Staaten orientierten sich an dem Vorgehen der IGA. Im Jahr 1990 verpflichtete sich die Aerosolindustrie, die Produktion von FCKW bis 1995 zu beenden. Im Jahr 1991 wurde mit der FCKW-Halon-Verbots-Verordnung die FCKW-Produktion auch rechtlich beschränkt. Die Selbstbeschränkung der Aerosolindustrie gilt als Beispiel einer erfolgreichen freiwilligen Selbstverpflichtung, mit der der Ausstieg aus der FCKW-Produktion schneller gelang als im 1987 verabschiedeten Montreal-Protokoll vorgesehen. Dazu trugen auch die Heterogenität der Mitgliedsunternehmen, der öffentliche und politische Druck nach dem Nachweis des Ozonlochs und auch die Konkurrenz aus den USA bei, die zunehmend Substitute für FCKW vermarktete.